# Forbach Swing
Pour plus de détails, voir Fiche technique et Distribution.
Forbach Swing est un film documentaire français réalisé par Marie Dumora et sorti en 2019.

## Fiche technique
- Titre : Forbach Swing
- Réalisation : Marie Dumora
- Scénario : Marie Dumora
- Photographie : Marie Dumora
- Montage : Catherine Gouze
- Son : Aline Huber
- Production : Balthazar Productions
- Pays de production :  France
- Genre : Documentaire
- Durée : 120 minutes
- Date de sortie : France - 19 mars 2019

## Distinctions
- Cinéma du réel 2019 : prix du patrimoine de l'immatériel[1]
- Rencontres Gindou Cinéma 2019 : sélection « Vagabondages cinématographiques »